# Trędownik bulwiasty
Trędownik bulwiasty (Scrophularia nodosa L.) – gatunek rośliny wieloletniej należący do rodziny trędownikowatych. Występuje na terenie całej Europy oraz w Turcji, na Kaukazie i na Syberii. W Polsce jest pospolity na całym terenie.

## Morfologia

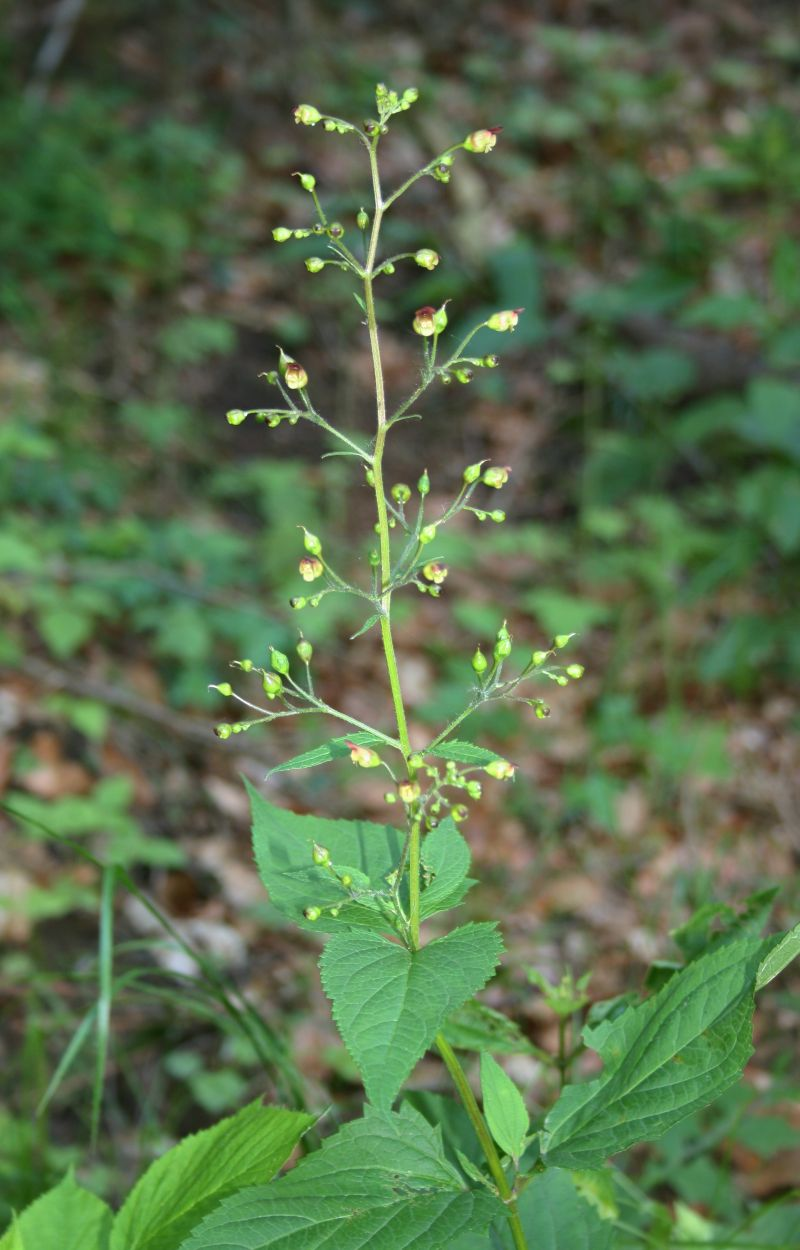
Pokrój

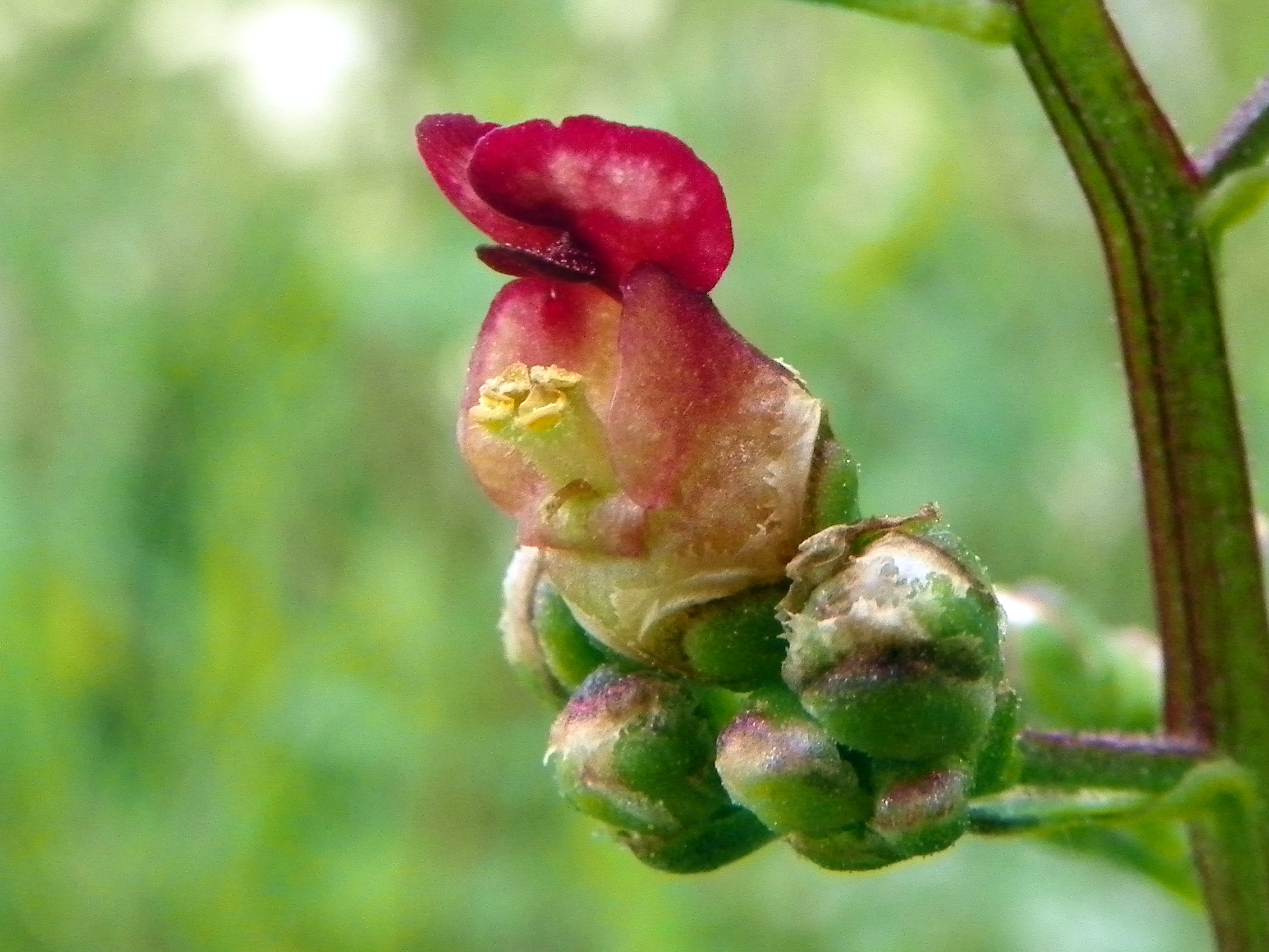
Kwiat

ŁodygaProsta, wzniesiona, naga, czterokanciasta. Osiąga wysokość do 120 cm.
KłączeBulwiasto zgrubiałe (stąd pochodzi gatunkowa nazwa rośliny).
LiścieUlistnienie naprzeciwległe. Liście duże, stopniowo zmniejszające się ku szczytowi łodygi. Dolne liście mają blaszkę zaokrągloną, górne zaostrzoną. Wszystkie są ząbkowane, nagie, mają brudnozielony kolor i czterokanciaste ogonki liściowe.
KwiatyZebrane w wiechę na szczycie łodygi. Są to kwiaty grzbieciste, dwuwargowe, o beczułkowatym kształcie. Korona o długości 5–8 mm, górą brunatna, dołem zielonkawa. Słupek górny z pojedynczym znamieniem, pręciki 4, dwusilne oraz jeden szczątkowy, przyrośnięty do korony prątniczek. Działki kielicha są wąsko obrzeżone. Pierścieniowate miodniki znajdują się u podstawy słupka.
OwocePękająca dwoma klapami dwukomorowa torebka.

## Biologia i ekologia
Bylina, hemikryptofit. Kwitnie od czerwca do sierpnia, zapylana jest przez błonkówki. Po zapłodnieniu szyjka słupka najpierw wydłuża się, potem zagina, a w końcu odpada. Roślina trująca o niemiłej woni. Rośnie w lasach liściastych, zaroślach, na brzegach potoków, w rowach, porębach, siedliskach ruderalnych. Preferuje świeże i próchniczne gleby. W górach występuje po regiel dolny. W klasyfikacji zbiorowisk roślinnych gatunek charakterystyczny dla rzędu (O.) Fagetalia.

## Zastosowanie
- Roślina lecznicza. Surowcem są liście – Scrophulariae Folium, które zawierają flawony (diosmina), o działaniu przeciwobrzękowym. Diosmina hamuje ponadto wydzielanie histaminy. Z tego powodu stosowany jest w niewydolności krążenia żylnego. Surowiec zawiera również irydoidy (harpagozyd) działające przeciwbólowo i przeciwzapalnie.
- Roślina miododajna. Przez pszczelarzy trędownik bulwiasty uważany jest za jedną z najbardziej wydajnych krajowych bylin miododajnych.
- Bywa uprawiany jako roślina ozdobna. Nadaje się na rabaty.

## Uprawa
Strefy mrozoodporności 5-10, źle toleruje mokre zimy. Wymaga słonecznego lub nieco tylko zacienionego stanowiska i przepuszczalnych gleb. Rozmnaża się bardzo łatwo przez bulwy lub podział kęp. Można też przez nasiona wysiewane wiosną lub późnym latem (zaraz po zbiorze).